# ANDINA
Agencia Peruana de Noticias ANDINA (англ. Перуанское новостное агентство ANDINA) — перуанское информационное агентство, официальное агентство Правительства Перу. Основано 12 июня 1981 года как Agencia Peruana de Noticias y Publicidad S.A.. Принадлежит государственной компании Editora Perú, которая также выпускает ежедневную газету El Peruano. ANDINA имеет своих корреспондентов во всех регионах Перу, во всех странах Латинской Америки и в основных странах мира.